# Communauté de communes du Pays de Serres en Quercy
La communauté de communes du Pays de Serres en Quercy est une communauté de communes française, située dans le département de Tarn-et-Garonne et la région Occitanie. 

## Historique
Elle découle de la fusion de la communauté de communes de Montaigu-de-Quercy Pays de Serres et de la communauté de communes Quercy Pays de Serres au 1er janvier 2014.
Elle est membre du Pôle d'équilibre territorial et rural Garonne-Quercy-Gascogne depuis 2017.

## Territoire communautaire

### Composition

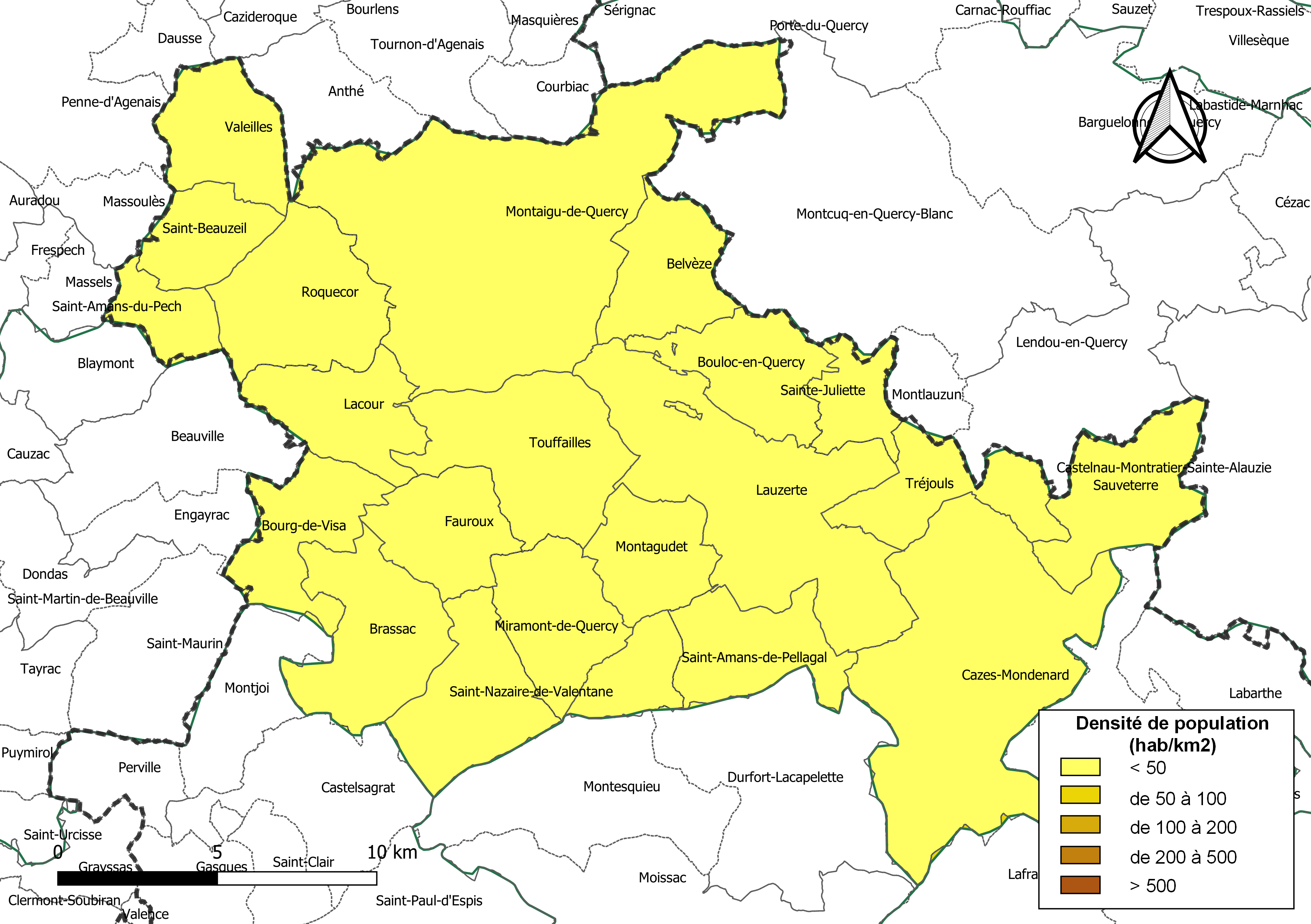
Carte des densités de population (millésimée 2016) des communes de la communauté de communes du Pays de Serres en Quercy. Composition en communes au 1er janvier 2019.

La communauté de communes est composée des 22 communes suivantes :

| Nom                        | Code Insee | Gentilé            | Superficie (km2) | Population (dernière pop. légale) | Densité (hab./km2) |
| -------------------------- | ---------- | ------------------ | ---------------- | --------------------------------- | ------------------ |
| Lauzerte (siège)           | 82094      | Lauzertins         | 44,56            | 1 447 (2022)                      | 32                 |
| Belvèze                    | 82016      | Belvézois          | 13,88            | 221 (2022)                        | 16                 |
| Bouloc-en-Quercy           | 82021      | Boulocois          | 14,81            | 189 (2022)                        | 13                 |
| Bourg-de-Visa              | 82022      | Visa-Bourgiens     | 14,41            | 389 (2022)                        | 27                 |
| Brassac                    | 82024      | Brassacais         | 20,37            | 252 (2022)                        | 12                 |
| Cazes-Mondenard            | 82042      | Cazéens            | 58,23            | 1 226 (2022)                      | 21                 |
| Fauroux                    | 82060      | Fauroussiens       | 13,12            | 182 (2022)                        | 14                 |
| Lacour                     | 82084      | Lacouriens         | 14,33            | 171 (2022)                        | 12                 |
| Miramont-de-Quercy         | 82111      | Miramontains       | 14,9             | 307 (2022)                        | 21                 |
| Montagudet                 | 82116      | Montagudetois      | 12,18            | 197 (2022)                        | 16                 |
| Montaigu-de-Quercy         | 82117      | Montacutains       | 76,44            | 1 295 (2022)                      | 17                 |
| Montbarla                  | 82122      | Barlimontains      | 7,38             | 160 (2022)                        | 22                 |
| Roquecor                   | 82151      | Roquecortois       | 20,55            | 401 (2022)                        | 20                 |
| Saint-Amans-de-Pellagal    | 82154      | Saint-Amanains     | 14,51            | 214 (2022)                        | 15                 |
| Saint-Amans-du-Pech        | 82153      | Saint-Amantois     | 6,76             | 232 (2022)                        | 34                 |
| Saint-Beauzeil             | 82157      | Saint-Beauzeillois | 9,84             | 113 (2022)                        | 11                 |
| Saint-Nazaire-de-Valentane | 82168      | Saint-Nazarois     | 17,44            | 311 (2022)                        | 18                 |
| Sainte-Juliette            | 82164      | Juliettiens        | 7,3              | 126 (2022)                        | 17                 |
| Sauveterre                 | 82177      | Sauveterrois       | 17,4             | 152 (2022)                        | 8,7                |
| Touffailles                | 82182      | Touffaillois       | 24,34            | 336 (2022)                        | 14                 |
| Tréjouls                   | 82183      | Tréjoulois         | 13,86            | 221 (2022)                        | 16                 |
| Valeilles                  | 82185      | Valeillois         | 13,75            | 244 (2022)                        | 18                 |

### Démographie
| 1968   | 1975  | 1982  | 1990  | 1999  | 2010  | 2015  | 2021  |
| ------ | ----- | ----- | ----- | ----- | ----- | ----- | ----- |
| 10 684 | 9 633 | 9 201 | 9 227 | 8 835 | 8 821 | 8 627 | 8 378 |

## Liste des Présidents successifs
| Période                                  | Période  | Identité     | Étiquette | Qualité          |
| ---------------------------------------- | -------- | ------------ | --------- | ---------------- |
| 2014                                     | En cours | Claude Veril | PRG       | Maire de Belvèze |
| Les données manquantes sont à compléter. |          |              |           |                  |

## Pour approfondir